# Musée de la photographie d'Anvers
Pour les articles homonymes, voir Musée de la photographie.
Le musée de la photographie d'Anvers (en néerlandais FotoMuseum Antwerpen, abrégé FoMu) est un musée consacré à la photographie à Anvers.
Il est situé sur le Waalse Kaai, en face de la Waterpoort dans le quartier Zuid-Museum.

## Histoire
Après d'importantes rénovations, le musée a rouvert ses portes le 21 mars 2004  L'entrepôt existant, qui abrite le musée depuis 1986 s'est agrandi, un projet réalisé par l'architecte Georges Baines et Patrick De Sterck.
Le FoMu publie son propre magazine et travaille structurellement pour les nouveaux médias avec le Musée d'art contemporain d'Anvers (MuHKA). L'offre cinématographique du musée d'art contemporain est présentée dans le musée de la photographie.
La directrice actuelle est Elviera Velghe, qui a succédé à Christoph Ruys.